# 岡山潔
岡山 潔（おかやま きよし, Kiyoshi Okayama, 1942年11月9日 - 2018年10月1日）は、日本のヴァイオリン奏者。

## 経歴
東京都中野区生まれ。5歳の頃より音楽教師の父直躬にヴァイオリンの手ほどきを受けた。1961年に東京藝術大学に入学し、兎束龍夫、ヘンリー・ホルスト、ヴィルフリート・ハンケ（Wilfried Hanke）の各氏にヴァイオリンの指導を受けた。
1968年には、ドイツ学術交流会の奨学生としてハンブルク国立音楽大学に留学し、引き続きハンケにヴァイオリンを学び、エヴァ・ハウプトマンに室内楽を師事。1970年にはベルリンで開催されたメンデルスゾーン・コンクールの弦楽四重奏部門で優勝し、ブリュッセルで妻の岡山芳子（旧姓：服部；後に愛知県立芸術大学教授）とウジェーヌ・イザイ『二つのヴァイオリンのためのソナタ』を演奏してイザイ・メダルを授与された。1971年にソリスト国家資格試験で最高位を得てハンブルク国立音楽大学を卒業し、ボン・ベートーヴェン管弦楽団にコンサートマスターとして招聘された。
1984年にドイツ政府から功労十字勲章を贈られて帰国し、1991年まで読売日本交響楽団の第一コンサートマスターの任に当たった。1990年に母校の東京藝術大学の教授となる。1993年にはエレオノーレ弦楽四重奏団を結成。2008年には自分の名前を冠した弦楽四重奏団を結成した。2013年、神戸市室内合奏団の音楽監督に就任。
2018年10月1日午前10時51分、脳腫瘍のため東京都中央区で死去。75歳没。

## 受賞・栄典
- 1970年：メンデルスゾーン・コンクール(弦楽四重奏部門) 優勝
- 1984年：功労十字勲章
- 2018年：従四位、瑞宝小綬章（没後追贈）[7]。